# Завдання (фільм)
«Завдання» — фільм 2011 року.

## Зміст
Нове реаліті-шоу під назвою «Завдання» змушує шістьох молодих учасників виконувати квести на території занедбаної в'язниці. Зрозуміло, що за великий грошовий виграш вони незабаром будуть готові перегризти один одному горлянки просто у прямому ефірі, чим майстерно користується невідомий, який влаштував їм ніч ТБ-терору.